# Сакисака, Ицуро
Ицуро Сакисака (яп. 向坂 逸郎; 6 февраля 1897, Фукуока — 23 января 1985, Токио) — японский экономист-марксист.

## Биография
Сакисака родился в городе Омута, Фукуока в 1897 году. Окончил Токийский университет в 1921 году. В бытность студентом университета читал книги Карла Маркса для изучения немецкого языка, и в результате стал марксистом. Он учился в Германии с 1922 по 1925 год. Во время гиперинфляции в Германии после Первой мировой войны он смог скупить много сочинений Карла Маркса. После того, как он вернулся в Японию, он стал доцентом Университета Кюсю. В 1926 году стал профессором. Он также был известен как представитель кружка журнала «Роно» (労農 — «Рабочие и крестьяне») и художник, стал одним из ведущих марксистских экономистов в Японии.
Когда репрессии против социалистов и коммунистов в Японии ужесточились, Сакисака был уволен с двумя другими профессорами в 1928 году. Он переехал в Токио и участвовал в составлении и переводе переделанной «полной коллекции Маркса—Энгельса». В 1930-х годах он был активным представителем группы «Роно».
В 1937 году он был арестован и заключен в тюрьму в связи с «инцидентом Первого народного фронта». Хотя он смог выйти под залог, но ему было запрещено выступать с речами, и Саксисака был вынужден анонимно переводить книги с немецкого и выживать за счёт сельского хозяйства. Началась Вторая мировая война, многие социалисты и коммунисты изменили свои взгляды. Саксисака не смог активно сопротивляться режиму, но он не поддерживал режим.
После Второй мировой войны социалистическое и коммунистическое движение в Японии снова стало возможным. Сакисака начал настаивать на том, что революция в Японии должна быть ненасильственной и вернулся к своей работе профессором экономики Университета Кюсю. После раскола в Социалистической партии Японии в 1950 году, он основал «Социалистическую ассоциацию» с Хитоси Ямакавой, став представительным теоретиком Левой социалистической партии. Левая социалистическая партия и Правая социалистическая партия воссоединились в 1955 году, но Саксисака выступал против этого.
Сакисака читает лекции и выступает в университетах, в том числе о «Капитале». В его переводе с 1947 года вышли все три тома «Капитала». Сакисака у себя дома собирает активистов Социалистической партии и профсоюзов. Он посещает учебные заведения по всей стране, делая упор на образование рабочих. Он постепенно стал харизматичным лидером среди активистов «Социалистической ассоциации». Особенно он приложил усилия к подготовке активистов на угольной шахте Мицуи-Майка в префектуре Фукуока, и именно его активность способствовала созданию центра конфликта Майке в 1960 году, что оказало большое влияние на социалистических активистов.
С 1960-х до 70-х годов Социалистическая ассоциация, опиравшаяся на низовых активистов, получила заметный голос в Социалистической партии. Его настроение сильно отразилось на «тезисах социалистической ассоциации», принятых в 1968 году. С 1960-х годов он строит отношения с СССР.
Сакисака умер в 1985 году.